# Разгильдеев, Александр Евграфович
Разгильде́ев, Алекса́ндр Евгра́фович (1818—1895) — архитектор, академик архитектуры Императорской Академии художеств, городской архитектор Иркутска, статский советник.

## Биография
Тунгус. Из штаб-офицерских детей, сын забайкальского казака, православный. Родился в Цурухайтуевской крепости, на границе с Китаем. Его отец, Евграф Иванович служил в пограничном казачьем войске.
Первоначальное воспитание будущий архитектор получил дома. Он рос вместе с братьями Алексеем, Андреем, Афанасием и сестрой Верой.
Учился в Нерчинском горном училище (1833—1834). После полутора лет учёбы отец решил определить Александра в военное учебное заведение. Александр был отправлен в Санкт-Петербург, в Институт Корпуса горных инженеров из которого «по собственному своему влечению к художественным занятиям с согласия родителей» перешёл (1836) своекоштным учащимся в Императорскую Академию художеств.
За время учёбы в Академии художеств был награждён малой и большой серебряными медалями Академии. Получил от Академии художеств звание классного художника с правом на чин XIV класса (1839).
После окончания Академии молодой художник там же в Петербурге занимался частным образом у известных архитекторов, для приобретения практического опыта. Подал прошение на государственную службу (1841) и был Работал на государственной службе в комитете городских строений Санкт-Петербурга чертёжником, а затем архитекторским помощником (1841—1843).
Был приглашён генерал-губернатором Восточной Сибири В. Я. Рупертом на должность городского архитектора Иркутска, на которой проработал 15 лет (1844—1880). Был назначен (1859) архитектором при начальнике Иркутской губернии, приказом по ведомству путей сообщения и публичных зданий.
Для получения звания академика архитектуры представил в Совет Академии художеств, созданный им под руководством профессора К. А. Тона проект собора. Получил звание академика архитектуры (1859).
Одной из первых работ Разгильдеева в Иркутске можно считать реконструкцию деревянного двухэтажного дома, ставшего впоследствии резиденцией иркутских гражданских губернаторов (1847).
Известно, что Разгильдеев строил здание губернского казначейства (Ленина ул., 1, 1852). Он же является автором таких сохранившихся построек, как каменное трёхэтажное здание Девичьего института Восточной Сибири (1855—1861) и Кузнецовской гражданской больницы (1863—1871).
Разгильдеев обратился к генерал-губернатору Восточной Сибири Н. Н. Муравьеву с просьбой предоставить ему продолжительный отпуск в Петербург и за границу «с научною по моей части целью… по предполагаемой в то время постройке в городе Иркутске каменного двухэтажного с подвальным этажом со сводами для помещения Иркутской гражданской больницы». Но Муравьев, понимая, что такая поездка за свой счет будет для архитектора достаточно обременительной, распорядился отправить его хотя бы до Петербурга за казённый счет, снабдив прошением на Высочайшее имя о заграничном отпуске, которое и было получено. Разгильдеев пробыл за границей все лето и осень 1859 года, возвратившись в Петербург в конце ноября, а в Иркутск в конце февраля 1860 года.
В это время по его планам и под его руководством были выстроены дома Останина (Белоголового), Котельниковых, Михеева (Дубникова) и Брянцева. Сюда же можно добавить собственный «прехорошенький домик» архитектора, находившийся на углу Графо-Кутайсовской и Мяснорядской. Разгильдеев составлял план и сметы на реконструкцию и ремонт главного фасада деревянного здания костела (1856). Считается, что ему же принадлежит проект хрустального иконостаса храма в Кяхте.
Некоторые специалисты приписывают Разгильдееву авторство проектов ещё некоторых построек, например, дома купца Н. Н. Попова (Чехова ул., 23, 1876—1880), так называемого «Дома С. П. Трубецкого» (Дзержинского ул., 64), здания по Дзержинского ул., 56, учительской семинарии (Рабочего Штаба ул. 24, 1876—1879), Амурских ворот, в честь подписания Айгунского договора 16 мая 1858 г. (1858).
Вышел в отставку (1880) по болезни, в чине статского советника, награждённым за свою службу орденами Св. Анны 2-й и 3-й ст., Св. Станислава 3-й ст., Св. Владимира 4-й ст., знаком отличия безупречной службы за XV лет, бронзовой медалью в память войны 1853—1856 гг. Также имел серебряный знак, учрежденный Академией художеств для лучших учеников.
В последние годы жизни Разгильдеева поразил паралич. Хотя архитектору и удалось оправиться, но физическая крепость исчезла, умственные силы ослабели, кроме того его постигла глухота, которая все более и более усиливалась.
Скончался в 1895 году и был погребён на городском Иерусалимском кладбище.

### Некоторые осуществлённые проекты архитектора А. Е. Разгильдеева[2]
- здание Губернского казначейства. Ленина ул., 1 (1852)
- особняк купцов Н. С. и И. С. Котельниковых. Фурье ул., 2 (1855—1858)
- здание института императора Николая I. Гагарина б-р, 20 (1855—1861)
- жилой дом с лавками купца М. В. Михеева (Дубникова). Гусарова ул., 2 (1860—1862)
- доходный дом купца В. Н. Брянцева, позднее И. И. Гиллера. К. Маркса ул., 22 (окончен в 1868)
- Кузнецовская больница. Гагарина б-р, 4 (1863—1871)
- дом купца В. А. Останина. (начало 1870-х)
- считается, что ему же принадлежит проект хрустального иконостаса храма в Кяхте.